# Thomas Günther (Ökonom)
Thomas W. Günther (* 14. Februar 1961 in Augsburg) ist ein deutscher Ökonom und seit 1996 Inhaber der Professur für internes Rechnungswesen und operatives/strategisches Controlling an der TU Dresden.

## Leben
Nach dem Abitur 1980 absolvierte Günther bis 1981 den Wehrdienst und danach bis 1986 ein Studium der Wirtschafts- und Sozialwissenschaften in Augsburg. Bis 1994 war er wissenschaftlicher Mitarbeiter und Assistent am Lehrstuhl für Wirtschaftsprüfung und Controlling bei Adolf G. Coenenberg an der Universität Augsburg und promovierte 1990 zum Dr. rer. pol. Von 1992 bis 1994 führte er ein Projekt Excellence in Electronics mit McKinsey und der Stanford University durch. Von 1994 bis 1996 lehrte er vertretungsweise an der Professur für Betriebliches Rechnungswesen an der TU Dresden. Im Jahr 1996 folgte seine Habilitation an der Universität Augsburg, wobei unternehmenswertorientiertes Controlling den Schwerpunkt seiner Forschungen bildete. Seit 1996 ist er Inhaber der Professur für Betriebliches Rechnungswesen/Controlling an der TU Dresden. Im Jahr 1999 folgte er außerdem einem Ruf der WU Wien und 2007 einem der EBS Universität für Wirtschaft und Recht Oestrich-Winkel/Wiesbaden.
Er ist seit 1986 Dozent in der Manager- und Führungskräfteweiterbildung für verschiedene Unternehmen und Organisationen. Er war von 1991 bis 1992 Projektleiter zur Entwicklung des Strategieplanspiels STRAGA im Auftrag von PIMS Associates Ltd. (London), dem Universitätsseminar der Wirtschaft (Köln), und der Verlagsgruppe Handelsblatt. 
Seit 2001 ist Günther Leiter des Arbeitskreises Wertorientierte Führung in mittelständischen Unternehmen und Mitglied des Arbeitskreises Immaterielle Werte im Rechnungswesen der Schmalenbach-Gesellschaft. Von 2001 bis 2002 sowie 2006 war er Visiting Professor an der University of Virginia (Charlottesville, VA, USA). Seit 2004 ist er Mitglied des Vorstandes der Schmalenbach-Gesellschaft zur Verbindung von Theorie und Praxis, Beratung und Coaching von mittelständischen Unternehmen, börsennotierten Unternehmen und öffentlichen Institutionen in der Ausgestaltung ihrer Controllingsysteme. Günther war von 2003 bis 2005 Vorsitzender der Kommission Rechnungswesen. Er vertrat 2007 den Beirat des Bundesministeriums für Wirtschaft und Technologie für das Projekt „Pilothafte Erprobung eines Werkzeugkastens immaterieller Werte im Mittelstand durch Firmenkundenberater“.
Er ist mit der Wirtschaftswissenschaftlerin Edeltraud Günther verheiratet; der Ehe entstammen zwei Kinder. Im Jahr 2018 wurde bei Thomas Günther die Motoneuron-Krankheit ALS diagnostiziert. Im Jahr 2021 initiierte er unter anderem an einem Spendenlauf, um auf die Krankheit aufmerksam zu machen.